# Bianco (Fluss)
Der Bianco ist ein Fluss in Südwestitalien.

## Geografie
Der Bianco entsteht aus dem Zusammenfluss von Melandro und Platano. Der Fluss hat sich im Laufe der Zeit ein breites Kiesbett gelegt. Zahlreiche Brücken überspannen den Fluss. Nach nur 3,5 km endet sein Lauf und der Bianco fließt in den Tanagro.

## Hydrologie
Das Wasser des Bianco kommt fast ausschließlich aus den beiden Flüssen Melandro und Platano.